# Dominic Frontiere
Dominic Frontiere (* 17. Juni 1931 in New Haven, Connecticut; † 21. Dezember 2017 in Tesuque, New Mexico, USA) war ein US-amerikanischer Komponist.

## Biografie
Dominic Carmen Frontiere stammte aus einer musikalischen Familie. Bereits im Alter von sieben Jahren spielte er mehrere Instrumente, bevor er sich verstärkt auf das Akkordeon konzentrierte. Im Alter von 12 Jahren spielte er zum ersten Mal in der Carnegie Hall. 1949 und 1950 war er als Nachwuchskünstler Bestandteil einer von Horace Heidt organisierten Tournee mit Bühnenshows wie der Johnny Mungall Show, die ihn zwei Jahre lange in viele US-amerikanische Städte führte. In den Vorankündigungen wird er als brillanter junger Akkordeonspieler bezeichnet, der ein ebenso guter Pianist sei und dessen Plan es sei, im Herbst des Jahres mit einem Klavierstudium an der Juilliard School zu beginnen. In den 1940er und Anfang der 1950er Jahre spielte er in mehreren Bands mit, bevor er nach Los Angeles zog, um an der UCLA zu studieren.
Mitte der 1950er-Jahre nahm Frontiere in Sextettbesetzung unter eigenem Namen für Liberty Records auf; in seiner Band spielten Abe Most (Klarinette), Bill Ulyate (Bassklarinette), Jack Marshall (Gitarre), Mike Rubin (Bass) und Nick Fatool (Schlagzeug). In Oktettbesetzung folgte noch das Album Fabulous!!, auf dem er Jazzstandards wie „Blue Room“, „Ol’ Man River“ und „Pennies from Heaven“ spielte. 1957 nahm er mit Harry James and His Orchestra auf.
Bei 20th Century Fox bekam er einen Job als Musical Director und spielte unter Komponisten wie Lionel und Alfred Newman mehrere Filmmusiken ein. Es waren anschließend Produzenten wie Leslie Stevens und Quinn Martin, die ihn für die Musik von Filmen wie Inkubo und Hängt ihn höher sowie Fernsehserien wie The Outer Limits, Geächtet und Invasion von der Wega engagierten. Ab den frühen 1970er Jahren arbeitete er für Paramount Pictures und komponierte für Filme wie Brannigan – Ein Mann aus Stahl, Cleopatra Jones gegen die Drachenlady und Die verrückteste Rallye der Welt die Musik. Für seine Musik für die Actionkomödie Der lange Tod des Stuntman Cameron wurde er bei den Golden Globe Awards 1981  für die Beste Filmmusik ausgezeichnet.
1986 saß Frontiere neun Monate in Untersuchungshaft in einem Staatsgefängnis. Ihm wurde vorgeworfen illegal Tickets für den Super Bowl 1980 verkauft zu haben, die er damals von seiner Frau und Besitzerin der Los Angeles Rams, Georgia Frontiere, erhalten hatte. Er soll 16 Tickets verkauft und dabei eine Million Dollar verdient haben. Frontiere bekannte sich schuldig, saß 1 Jahr und einen Tag im Gefängnis, erhielt drei Jahre auf Bewährung und musste 15.000 US-Dollar Strafe zahlen, da er das zusätzliche Einkommen nicht bei der Steuer meldete. Seine Frau ließ sich, kurz nachdem Frontiere aus dem Gefängnis kam, scheiden.

## Filmografie(Auswahl)

### Film
- 1960: Sieben Diebe (Seven Thieves)
- 1961: The Right Approach
- 1962: Insel der Gewalt (Hero’s Island)
- 1966: Inkubo
- 1968: Hängt ihn höher (Hang ’Em High)
- 1969: Leben um jeden Preis (Popi)
- 1970: Barquero
- 1970: Chisum
- 1970: Verschollen im Pazifik (Lost Flight)
- 1971: Teufelskerle auf heißen Feuerstühlen (On Any Sunday)
- 1972: Die Ferien des Mr. Bartlett (Cancel My Reservation)
- 1972: Hammersmith ist raus (Hammersmith Is Out)
- 1973: Dreckiges Gold (The Train Robbers)
- 1974: Der Superschnüffler (Freebie and the Bean)
- 1975: Brannigan – Ein Mann aus Stahl (Brannigan)
- 1975: Cleopatra Jones gegen die Drachenlady (Cleopatra Jones and the Casino of Gold)
- 1976: Alaskaträume (Pipe Dreams)
- 1976: Die verrückteste Rallye der Welt (The Gumball Rally)
- 1978: Ladies mit weißer Weste (Perfect Gentlemen)
- 1980: Der lange Tod des Stuntman Cameron (The Stunt Man)
- 1980: Die Schläger von Brooklyn (Defiance)
- 1981: Schatz, du strahlst ja so! (Modern Problems)
- 1982: Wiegenlied des Grauens (Don’t Go to Sleep)
- 1985: Der Flieger (The Aviator)
- 1987: Ein chinesisches Schlitzohr (Harry’s Hong Kong)
- 1994: Color of Night

### Serie
- 1963–1964: The Outer Limits (31 Folgen)
- 1965–1966: Geächtet (Branded, 48 Folgen)
- 1967: Invasion von der Wega (The Invaders, 15 Folgen)
- 1967–1968: Süß, aber ein bißchen verrückt (That Girl, 14 Folgen)
- 1978–1981: Vegas (Vega$, 13 Folgen)
- 1982–1985: Matt Houston